# 사이타마현 제14구
사이타마현 제14구(일본어: 埼玉県第14区)는 일본의 중의원 선거구이다. 1994년 일본 공직선거법이 개정되면서 신설되었다.

## 지역
- 야시오시
- 미사토시
- 삿테시
- 요시카와시
- 가스카베시 (옛 쇼와정 일대)
- 구키시 (옛 와시미야 정·구리하시 정 일대)
- 기타카쓰시카군